# بریستول نوع ۱۱۰ای
بریستول نوع ۱۱۰ای (به انگلیسی: Bristol Type 110A) یک هواگرد ساختِ کارخانهٔ بریستول ایروپلین در کشور بریتانیا است. این هواگرد برای نخستین بار در ۲۵ اکتبر ۱۹۲۹ میلادی مورد استفاده قرار گرفت.